# Турґон
Турґон (англ. Turgon) — у легендаріумі Дж. Р. Р. Толкіна молодший син Фінґольфіна, званий Мудрим., Володар Ґондоліну, Верховний Король Нольдорів після смерті Фінґона, батько Ідріль Келебріндаль., загинув під час падіння Ґондоліну.

## Життєпис

#### Клятва Феанора та прибуття в Середзем'я
Турґон був другим сином Фінґольфіна. Він пішов із рушенням Феанора до Середзем'я, був присутній при Першому Братовбивстві в Альквалонде, а потім, разом із батьком Фінґольфіном та рештою народу, був покинутий на півночі Аману через зраду Феанора.    
Все ж, вони дісталися Середзем'я, перетнувши протоку Гелькараксе і здолавши крижані гори. Але ця переправа коштувала життя багатьом нольдорам — так загинула Еленве — дружина Турґона.

#### Поселення в Неврасті
По прибуттю, народ Турґона опинився в Неврасті, де жили Сірі ельфи. Вони й обрали Турґона своїм володарем, і так вперше відбулося злиття синдарів та нольдорів. Таким чином, народ Фінґольфіна рушив далі до Гітлуму, а Турґон залишився в Неврасті, де оселився у місті Віньямар.

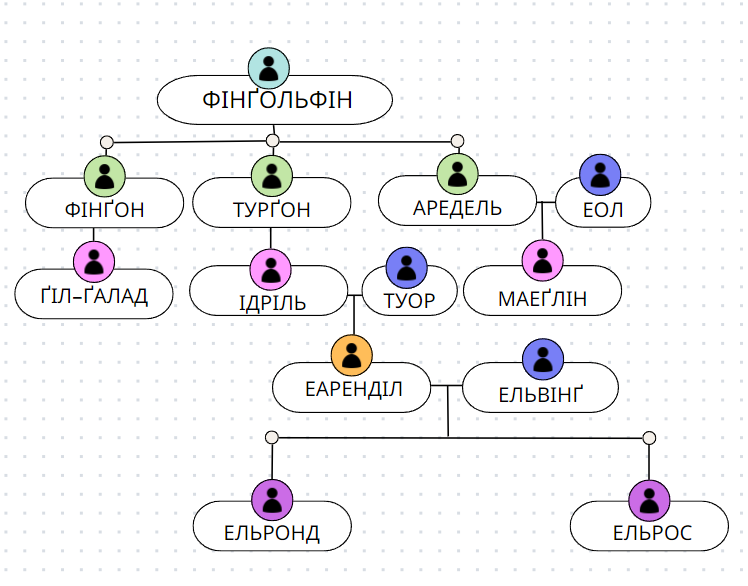
Родовід Фінґольфіна

#### Послання Ульмо та будівництво Ґондоліну
А коли минув певний час, Турґон, разом зі своїм другом Фінродом, вирушив в мандрівку Белеріандом. Під час їх мандрів, Ульмо з'явився перед ними уві сні та наказав підготуватись до лихоліття і збудувати прихисток на випадок, якщо Моргот здолає армії Півночі.
З цією метою Турґон намагався віднайти місце, схоже на Тіріон у Валінорі, а коли не знайшов, Ульмо вказав йому на приховану долину Тумладен в Окружних Горах. Відтоді Турґон почав планування міста-прихистку саме тут.
Після 3 битви за Белеріанд — Даґор — Аґларебу (Славетна Битва) там розпочалося будівництво, а через 52 роки — воно було завершене. Турґон назвав місто Ондолінде, що мовою ельфів Валінору означає Скеля Музичної Води, адже там були водограї. Проте синдарською мовою місто було назване Ґондолін, Прихована Твердиня.  

#### Переселення в Ґондолін
І коли Турґон був готовий рушати, він отримав пересторогу Ульмо, який сказав:  
- що захищатиме його королівство і воно дійсно найдовше протистоятиме Морготові.
- попередив надто не захоплюватися творіннями рук і замірами серця,
- і що справжня надія нольдорів схоронена на Заході та прибуде з Моря.

Він також сказав, що може трапитись так, що прокляття нольдорів наздожене його перед смертю і пробудиться зрада, але тоді до нього прибуде посланець з Неврасту, аби застерегти та попередити, тому він має залишити обладунки та меч, аби посланець знайшов їх і по прибуттю до Ґондоліну Турґон впізнав його безпомильно. Так він і зробив.
Потому, Турґон зі своїм народом переселився і ніхто не відав куди вони зникли.  

#### Поява Маеґліна
Після нещасливих подій, пов'язаних з його сестрою Аредель (яка виїхала з Ґондоліну аби відвідати синів Феанора, загубилась в лісі Нан — Ельмоту, потрапила під владу Еола Темного ельфа, народила сина Маеґліна і разом з ним втекла до Ґондоліну, а Еол теж дістався Прихованої Твердині, де вбив Аредель та був скинутий зі скелі) Турґон прихистив у себе Маеґліна (її сина), який невдовзі став його найближчим радником.  

#### Даґор— Браґоллах
Під час 4 битви за Белеріанд — Даґор — Браґоллаху (Битви Раптового Полум'я) Турґон вирядив посланців до Валінору, аби просити у валарів допомоги, але ніхто так і не дістався Заходу. А потім загинув батько Турґона Фінґольфін, і його поховали на гірській вершині Ґондоліну.

#### Поява Гуріна та Гуора
Після цієї битви Гурін та його брат Гуор потрапили в халепу і Король Орлів Торондор допоміг їм, відправивши їх до Ґондоліну, де їх радо прийняв Турґон.

#### Нірнаєт— Арноєдіад та отримання титулу Короля Нольдорів
Під час 5 битви за Белеріанд — Нірнаєт — Арноєдіаду (Битви Незлічених Сліз) Турґон виступив на допомогу братові Фінґону, а коли той помер, Гурін та Гуор вмовили його відступити. Таким чином Турґон з військом вцілів і залишив втаємниченим своє королівство.
До того ж, після смерті брата Фінґона, він став Верховним Королем Нольдорів.
По прибуттю, він знову вислав посланників до валарів, але знову не отримав відповіді.  

#### Турін виказує місце знаходження Ґондоліну
Під час Нірнаєт — Арноєдіаду Гуріна полонив Моргот, але після довгих років звільнив його, заради власних планів. Таким чином, Турін подався до Ґондоліну і, хоч не зміг туди потрапити, Моргот вистежив його і дізнався приблизне місце розташування Прихованої Твердині.  

#### Поява посланця Ульмо
Згодом Воронве, єдиний з посланців, хто вижив після вилазки до Валінору, привів у Приховану Твердиню Туора, сина Гуора, який загинув під час Нірнаєт — Арноєдіаду. Туор прийшов як посланець Ульмо. Ще в Неврасті він отримав завдання сповістити Турґона про небезпеку, тому, зодягшись в обладунки та прихопивши меч, які залишив Турґон, він вирушив в путь. Туор застеріг, що найближчим часом здійсниться прокляття Мандоса і усі нольдорські творіння згинуть. Тому він просив Володаря Ґондоліну піти, покинути місто та рушати до Моря.  Але Турґон не послухав, адже не хотів ані покидати гарне місто, ані йти на Захід через небезпеки.
Туор теж залишився в Ґондоліні, запопав у Турґона високої милості та одружився з його донькою Ідріль. А наступного року в них народився син Еаренділ.  

#### Падіння Ґондоліну
А незабаром після цього Маеґлін (син Аределі, сестри Турґона) зрадив, і допоміг Морготові здійснити напад на Ґондолін. Так і було знищено Приховану Твердиню, а Турґон загинув під уламками однієї з веж, захищаючи своє володіння.